# Vasile Paraschiv
Vasile Paraschiv (n. 3 aprilie 1928 – d. 4 februarie 2011) a fost un muncitor român, care s-a remarcat drept luptător împotriva regimului comunist din România. A fost arestat și torturat de mai multe ori, iar autoritățile au încercat să-i însceneze o boală psihică. I-a fost încuviințată plecarea în străinătate, însă spre surprinderea comuniștilor, s-a întors în România. După Revoluția din 1989 a întreprins eforturi ca vinovații pentru încălcarea drepturilor omului să fie pedepsiți.

## Date personale
S-a născut la 3 aprilie 1928 într-o familie săracă din satul Ordoreanu, comuna Clinceni, județul Ilfov. În 1940, la 12 ani, a părăsit casa natală și a plecat la București unde a încercat să își câștige existența. În perioada 1940-1946, a lucrat ca băiat de prăvălie în București.

## Intrarea în Partidul Comunist
În anul 1946 a avut primele contacte cu membrii P.C.R., obținând un post la Cooperativa de consum „Victoria” (înființată de P.C.R. pentru aprovizionarea cu alimente de bază, la prețuri mai mici, a marilor întreprinderi ale Capitalei și a cartierelor muncitorești). În paralel, s-a implicat în activitatea de propagandă prin aderarea la organizația de tineret a Cooperativei. În noiembrie 1946 a devenit membru al P.C.R.. Începând cu decembrie 1947 s-a angajat la Poșta Centrală din București, iar la 20 noiembrie 1949 a fost înrolat în armată și repartizat la Regimentul 3 Radio Deva.
La 1 ianuarie 1950 a fost selecționat pentru Școala de ofițeri de transmisiuni de la Sibiu, instituție pe care a absolvit-o la 23 august 1951 cu gradul de locotenent. A fost repartizat la Regimentul 137 din Ploiești unde a avut pentru prima dată de suferit de pe urma „rigorilor” Partidului, care nu i-a permis să se căsătorească cu iubita lui, din cauza originii sociale „nesănătoase” a acesteia.
Epurat din armată, a încercat să urmeze cursurile Facultății de Științe Juridice din București, dar nu a fost admis din cauza faptului că locurile erau asigurate unor ofițeri de Securitate și Miliție care nu aveau studii superioare. În aceste condiții a optat pentru Școala Tehnică de Telecomunicații din București, pe care a absolvit-o în 1958, fiind repartizat ca tehnician de telecomunicații la Oficiul de Telefoane din cadrul Poștei din Ploiești. Ulterior a fost transferat la Întreprinderea de Telecomunicații din Câmpina (1 octombrie 1962) și mai apoi la Combinatul Petrochimic Brazi (2 decembrie 1962).
La 6 decembrie 1963 a suferit primul abuz major din partea organelor locale și de partid care l-au evacuat din apartamentul pe care îl primise în perioada când lucra la Poșta din Ploiești. Timp de 10 luni (perioadă în care dosarul nr. 4074/1963 s-a aflat pe rolul Judecătoriei Ploiești fără a fi soluționat, fiind mutat de la un complet la altul) familia sa nu a avut o locuință. În cele din urmă, prin hotărârea finală a Tribunalului, i s-a permis reocuparea imobilului din care fusese evacuat în mod abuziv.

## Ieșirea din Partid Comunist
În luna noiembrie 1968, la alegerile de partid din Combinatul Petrochimic de la Brazi, Vasile Paraschiv a anunțat în cadrul adunării generale că dorește să se retragă din P.C.R., al cărui membru era din 1946.

## Dizidența, arestările și abuzurile autorităților
În urma anunțului s-au exercitat numeroase presiuni asupra lui să revină asupra deciziei, însă fără succes. La 28 iulie 1969 a fost arestat pentru prima dată, ilegal, fiind internat cu forța la Spitalul de psihiatrie de la Urlați. A fost eliberat după 5 zile. La 3 martie 1971, Vasile Paraschiv a trimis către Comitetul Central al P.C.R. și către Uniunea Generală a Sindicatelor din România o scrisoare cu 11 propuneri care să fie puse în discuție la Congresul Sindicatelor ce urma să aibă loc în aprilie. Răspunsul a fost o nouă arestare și o nouă internare într-un spital de psihiatrie. La 1 decembrie 1976 Securitatea a descoperit o copie a unei scrisori pe care Vasile Paraschiv, împreună cu Alexandru Ungureanu, o trimisese către postul de radio „Europa Liberă”. A fost arestat din nou și dus la Spitalul nr. 9 din București pentru a fi internat. Doctorul de gardă a refuzat internarea, drept pentru care Paraschiv a fost internat la Spitalul Voila, din Câmpina. La 2 decembrie 1976, medicul Mircea Piticaru l-a diagnosticat cu paranoia.

## Aderarea la „Mișcarea Goma”
În februarie 1977, Vasile Paraschiv a aflat de acțiunea scriitorului dizident Paul Goma pentru apărarea drepturilor omului în România și a decis să îl sprijine. Prima încercare de a discuta cu Goma a eșuat, întrucât locuința acestuia era păzită de ofițeri sub acoperire care l-au arestat pe Paraschiv. Fără a se lăsa intimidat, Paraschiv a încercat din nou să ia legătura cu Paul Goma. A semnat scrisoarea de protest pe care Goma intenționa să o trimită Conferinței post-Helsinki de la Belgrad, și i-a înmânat acestuia o scrisoare de protest personală însoțită de un plic cu mai multe documente. Paul Goma a trimis documentele la Paris și în felul acesta cazul lui Vasile Paraschiv a fost făcut cunoscut în Occident. O nouă încercare de a discuta cu Goma s-a soldat cu o nouă arestare, o bătaie pe care a primit-o la sediul Miliției din Drumul Taberei, și o nouă internare, de data aceasta la Spitalul de psihiatrie Săpoca (județul Buzău), la secția „doi” - secția de bolnavi mintali cronici. În cadrul acestui spital a fost supus, timp de 45 de zile, unui tratament medical obligatoriu (fapt prin care se urmărea ca, până la ieșirea din spital, Vasile Paraschiv să devină cu adevărat bolnav mintal).
La 20 mai 1977, Vasile Paraschiv s-a reîntors la locul de muncă (Întreprinderea de Aparate de Măsură și Control - Otopeni, însă procurorul-șef al Procuraturii civile din Ploiești, Ion Băloiu, i-a întocmit un dosar, adresat Tribunalului Prahova, în vederea internării lui pe viață într-un cămin de bolnavi mintal cronici. Judecătoria din Ploiești a admis în parte cererea procuraturii, obligându-l pe „inculpat” la „tratament ambulatoriu de specialitate”, respingând cererea de internare pentru tot restul vieții în căminul de bolnavi mintal cronici de la Călimănești. Vasile Paraschiv a refuzat să urmeze tratamentul, în ciuda presiunilor exercitate. În luna iulie 1977, Vasile Paraschiv a mers la București pentru a adera la Grupul Canal 1977, dar, arestat de Securitate, a fost retrimis la Ploiești, de unde nu a mai putut reveni.

## Plecarea din țară
În toamna anului 1977, Vasile Paraschiv a depus cerere pentru obținerea unui pașaport în vederea unei călătorii în Austria. Crezând că dorește să părăsească definitiv țara, Securitatea i-a acordat pașaportul, cu speranța că astfel va scăpa de un agitator intern. A părăsit România la 20 noiembrie 1977 însoțit de fiul său, Radu. La Viena s-a adresat unei organizații de caritate în scopul facilitării obținerii unei vize de intrare în Franța. La 27 ianuarie 1978 a primit viza de intrare în Franța și a plecat către Paris unde a susținut o conferință de presă în problema folosirii psihiatriei în România ca armă de represiune politică.
La Paris, ajutat fiind de Mihnea Berindei, a avut ocazia să se prezintă în fața unei comisii de contraexpertiză medicală (Comisia de studii asupra procedurilor de internare și tratament forțat în spitalele psihiatrice speciale) care să îl examineze și să stabilească dacă are sau nu discernământ. După o examinare de 8 ore, diagnosticul dat de comisia formată din 8 medici, a fost că este sănătos. Au urmat discuții cu mai mulți lideri sindicali din Franța, și la 18 aprilie 1978 participă la o nouă conferință de presă în problema creării de sindicate libere în țările din spatele Cortinei de Fier
La 27 aprilie 1978 a părăsit Parisul pentru a se întoarce în România. La postul de trecere de frontieră Curtici a fost expulzat, fiind trimis înapoi în Occident cu alt tren. S-a întors la Viena de unde a întreprins o serie de acțiuni ce aveau drept scop reîntoarcerea sa în țară. Sub presiunea opiniei publice internaționale, în cele din urmă, i s-a permis de către autoritățile de la București să se repatrieze.
La 9 iulie 1978 a ajuns acasă, supravegheat îndeaproape de Securitate. A aflat că i s-a desfăcut contractul de muncă, pe motivul absențelor nemotivate, și în cele din urmă a fost transferat la Fabrica de Prototipuri și Proiectare Tehnologică din Ploiești.

## Înființarea Sindicatului Liber al Oamenilor Muncii din România (SLOMR)
În cadrul unei ședințe a sindicatului de la noul său loc de muncă, în fața muncitorilor, a dat citire unei declarații de înființare a Sindicatului Liber al Oamenilor Muncii din România (S.L.O.M.R.), gest care avea să provoace alte acțiuni de intimidare la adresa sa.
La 28 mai 1979 a avut loc prima sa răpire de către ofițeri de Securitate. Când ieșea pe poarta fabricii a fost urcat cu forța într-o mașină și dus în pădurea Păulești, lângă Ploiești. Acolo a fost torturat și bătut cu bestialitate de patru ofițeri de Securitate. A reușit cu greu să ajungă la Spitalul județean Ploiești, unde a fost izolat într-o rezervă, accesul rudelor fiind interzis. După 5 zile de izolare a fost externat la cerere, iar după alte 10 zile de refacere acasă și-a reluat activitatea profesională.
Activitătile de intimidare au continuat, și la 19, 27 martie și 1 aprilie 1979 a fost atacat pe stradă și lovit pe la spate. În 1980 a depus o cerere prin care solicita autorităților locale și centrale din România eliberarea unui pașaport în vederea unei vizite la fiul său, care, între timp, se stabilise în Statele Unite al Americii. Cum răspunsurile au fost negative, s-a adresat instanțelor judecătorești (Tribunalului Ploiești și Procuraturii Militare) dar și unor guverne și personalități cunoscute din Occident. În octombrie 1986 apelul său a fost difuzat și la postul de radio „Europa Liberă”.
Întrucât continua să reziste diverselor forme de intimidare din partea Securității, a fost pus la punct un plan prin care se viza neutralizarea și reducerea sa la tăcere. Mai întâi, la 7 mai 1987, s-a făcut o percheziție domiciliară ilegală, cu scopul de a se descoperiri dovezi compromițătoare. După o săptămână în care au fost analizate în amănunt documentele confiscate, la 14 mai 1987, la orele 6:30, Vasile Paraschiv a fost răpit pentru a doua oară de către patru ofițeri de Securitate și de un milițian în uniformă. (Nu comisese nicio ilegalitate, iar persoanele care l-au arestat nu dețineau un mandat de arestare). A fost adormit cu o substanță narcotică, încătușat și transportat într-o locație conspirativă unde a fost ținut legat, interogat și torturat de cei patru securiști timp de 4 zile. Ulterior a reușit să afle că respectiva locație era cabana „Florei” situată în pădure, într-un vârf de munte, dincolo de barajul „Paltinul” de lângă Câmpina. După 4 zile de tortură, îndeosebi de natură psihologică, fiind amenințat cu moartea a acceptat cererile ofițerilor care i-au impus redactarea unor angajamente și scrisori prin care își manifesta atașamentul și loialitatea față de Securitate și P.C.R.
Eliberat și întors acasă, după câteva zile a redactat un document prin care retracta toate scrisorile și angajamentele pe care le-a scris și înregistrat sub amenințare în cele patru zile de la cabană.
Pentru a putea fi mai bine supravegheat de Securitate s-a dispus mutarea sa într-un nou apartament. A fost urmărit permanent de un ofițer care purta numele conspirativ „Nicolae”, care răspundea personal de el. I-au fost urmărite telefoanele și i s-au făcut vizite inopinate la domiciliu.
La 22 martie 1989 a fost răpit pentru a treia oară de către ofițeri de Securitate. Arestarea s-a făcut de pe stradă, unde se afla împreună cu un prieten, Vasile Simionescu. Acțiunea a fost orchestrată de organele de Miliție fiind preluat ulterior de 3 ofițeri de Securitate și transportat în aceeași locație secretă – cabana „Florei” – unde a fost bătut, torturat și maltratat timp de 7 zile. A fost lovit cu pumnul în față, stomac și ficat, cu săculețul de nisip în cap și cu bastonul de cauciuc la tălpi și iradiat. În urma acestor torturi a acceptat să semneze un nou angajament care să îi mulțumească pe securiști.
Cu ocazia majorității anchetelor la care a fost supus, Vasile Paraschiv a fost torturat, bătut cu sălbăticie, iradiat și amenințat cu moartea, scopul principal fiind acela de a-l determina să renunțe la atitudinea ostilă față de regim și la revendicările sale.

## Activitatea după 1989
Convins că după căderea comunismului cei vinovați vor putea fi trași la răspundere, la 8 iulie 2008 prin intermediul Institutului de Investigare a Crimelor Comunismului în România a depus la Parchetul General o plângerea penală împotriva mai multor ofițeri ai fostei Securități, ai Miliției, precum și pe numele unor procurori și psihiatri, implicați în acțiunile represive împotriva sa. În noiembrie 2008, procurorii au dat neînceperea urmăririi penale pentru toți cei vizați. Singurul audiat în acest caz a fost chiar Vasile Paraschiv.
Într-un proces intentat statului român, Vasile Paraschiv a cerut despăgubiri pentru suferințele îndurate. I s-a dat câștig de cauză, însă în urma recursului, magistrații de la Curtea Supremă au dat decizie de respingere definitivă, prin urmare nu a primit nici o despăgubire.
În 2008 Vasile Paraschiv a făcut unul dintre ultimele sale gesturi simbolice: a refuzat să primească o distincție din partea președintelui Traian Băsescu, motivându-și gestul astfel: „Sunt obligat să refuz primirea ei de la un comunist, la fel ca toți ceilalți care ne-au condus țara de la Revoluție și până azi, împotriva cărora eu am luptat din 1968 și voi continua să lupt pe cale legală și democratică până la ultima bătaie a inimii”.
În cei 21 de ani de la Revoluție a participat la mese rotunde, conferințe, simpozioane, a acordat zeci de interviuri și a fost subiectul a numerose articole în presă.
A publicat, la rândul său câteva volume:
- „Lupta mea pentru sindicate libere în România. Terorismul politic organizat de statul comunist”, Polirom, 2005
- „Așa nu se mai poate, tovarășe Nicolae Ceaușescu! - Memorii după 20 de ani”, Editura Curtea Veche, 2007.
- „Strigăt pentru adevăr și dreptate”, Timișoara, 2009

A încetat din viață la Ploiești la 4 februarie 2011 și a fost înmormântat la Cimitirul Viișoara din Ploiești.

## Testamentul politic
1. Să nu iertați și să nu uitați niciodată perioada grea a dictaturii comuniste din România anilor 1944-1989, crimele și nelegiurile regimului comunist (…).
2. Să luptați și să fiți activi în viață, pentru ca tot ce s-a întâmplat atunci să nu se mai repete niciodată în istoria țării noastre.
3. Să luptați pentru apărarea drepturilor omului în România, pentru dreptate și libertate, democrație și demnitate, pentru adevăr.
4. Să nu vă fie frică niciodată de persecuții și de represiune, atunci când cauza, cererile voastre sunt întemeiate de lege.
5. Să luptați pentru apărarea valorilor morale ale Revoluției române din decembrie 1989 (…).
6. Să nu puneți niciodată interesele voastre personale deasupra intereselor generale ale țării și poporului nostru.
7. Să fiți cetățeni onești în viață, oameni cinstiți și corecți, gata oricând să dovediți spirit de sacrificu pentru cauza și interesele poporului nostru.
8. Să dobândiți de la dascălii voștri tot ce este mai frumos, mai bun și nobil în viață și să puneți în practică aceste învățături.
9. Să urmați exemplul eroilor și martirilor poporului român.
10. Să învățați foarte bine carte. (…)
11. Asta este tot ce pot să vă las eu moștenire: lupta mea, sfatul, ideile și exemplul meu personal.”

Vasile Paraschiv, 2003